# Bonifacius Amerbach
Bonifacius Amerbach (né le 11 octobre 1495 à Bâle et mort le 24 ou le 25 avril 1562 à Bâle) est un compositeur, juriste et humaniste suisse. Son œuvre juridique, qui marqua l'humanisme de son empreinte, se fonde sur les valeurs éthiques des Anciens, en particulier sur le droit romain. Son interprétation nuancée de ces principes est à l'origine de la conception moderne de droit naturel. L'âge classique voyait en lui l’héritier spirituel d'Érasme de Rotterdam.

## Biographie
Amerbach est issu d'une famille d’imprimeurs et de juristes bâlois acquise à l'humanisme. Il était le fils benjamin de Johannes Welcker dit Amerbach, car originaire d'Amorbach, et de Barbara Ortenberg, fille d’un échevin de Bâle. Il aurait appris à jouer de l'orgue avant de fréquenter l’école de latin de Sélestat. Il est en tous cas certain qu'il connaissait personnellement le facteur d'orgue et organiste Hans Tugi (né vers 1460 † 1519). En 1508 il s'inscrivit à la faculté des Arts de l’Université de Bâle et étudia la théorie musicale, tout en suivant les leçons de l'organiste Johannes Kotter. Il en tira un recueil de gammes, le Codex Amerbach, qui est l'un des traité musicaux les plus complets du premier XVIe siècle.
Il poursuivit ses études à l’Université de Fribourg-en-Brisgau en 1513, où il se consacra au droit. De Ulrich Zasius il apprit les rudiments du droit civil, qui commençait à s'émanciper de la tradition scolastique et à renouveler la discipline. Il se lia d'amitié avec Sixt Dietrich et l'organiste Hans Weck. Puis de 1519 à 1525, Amerbach acheva ses études à l’université d'Avignon, où il fut le disciple d'André Alciat et soutint sa thèse de doctorat in utroque jure.
Dès 1525 il fut appelé comme professeur de droit à l'université de Bâle et y enseigna le droit romain jusqu'en 1536. Comme l’université de Bâle, secouée par les excès de la Réforme, était en crise, Amerbach s'efforça de faire reprendre les cours. Il fut réélu cinq fois recteur de l'université et fit ouvrir une chaire d’éthique aristotélicienne.
En 1527 il épousa Martha Fuchs, la fille d'un négociant et bourgmestre de Neuenburg am Rhein : elle lui donna en 1533 son fils unique Basilius, lui-même futur juriste et humaniste. De 1536 à 1548, année où il fut consacré professeur émérite, il poursuivit épisodiquement son enseignement à l'université, car depuis 1535 il était Syndic de la ville de Bâle, défendant la cause d’Érasme de Rotterdam et obtenant sa nomination comme privat-docent de l’université de Bâle. Il était en outre conseiller juridique de plusieurs villes et principautés du Saint Empire.
Amerbach, qui vit les débuts de la Réforme à Bâle en 1529, prit d'abord ses distances avec les évangélistes : il se posa en défenseur de la doctrine catholique de la Transsubstantiation et repoussa le rite réformé de l’eucharistie. En 1530 ses prises de position furent mises en cause par les autorités de Bâle, mais sa position sociale élevée, celle de recteur, lui interdisait d’émigrer comme tant d'autres le faisaient. Il était lié d'une profonde amitié avec Érasme, dont il partageait et encourageait la critique envers les idées, jugées extrémistes, de Martin Luther et d’Ulrich Zwingli, quoique ses propres déclarations fussent toujours modérées et conciliantes : il dénonçait les utopies sociales d'iconoclastes tels Karlstadt, dont les outrances finirent par la Guerre des paysans, tout en condamnant l'acharnement contre les pauvres et les anabaptistes.
À partir de 1533, Amerbach se rapprocha des vues de Martin Bucer : sous son influence, il se rallia peu à peu à la Réforme et en 1534 admit la doctrine de l'eucharistie. Dès 1533 il avait été délégué et juge au Synode de Strasbourg, et il participa en 1540-41 au concile de Worms.

## Œuvres
Amerbach est considéré comme l'un des principaux humanistes de l'entourage d’Érasme. De son vivant il était surtout réputé comme juge, et s'il est vrai qu'il n'a composé aucun ouvrage sur le droit, les témoignages transmis par les sources sont parmi les mieux documentés de l'époque.
Il ne se consacra à sa passion pour la musique qu'au cours de ses études. Porté par l'idéal de la culture humaniste, il se tournait plutôt vers la pratique musicale que sur la spéculation sur l'échelle des sons. Il a composé, entre 1513 et 1532 les pièces du Codex Amerbach, un recueil d’arrangements pour chant polyphonique accompagné au luth de tous  les genres musicaux en vogue au XVIe siècle : préludes et danses de Kotter, Weck et Buchner, motets en latin, chansons françaises et airs allemands d'après les compositions originales de Heinrich Isaac, Paul Hofhaimer, Josquin Desprez, Alexander Agricola, Dietrich, Pierre Moulu et plusieurs anonymes. On y trouve plusieurs chansons de la jeunesse du compilateur, notamment des airs des années 1510 composés par Isaac et Ludwig Senfl, quelques airs de luth de l’Avignon des années 1520-21 et plusieurs pièces pour orgue et clavicorde.
Dans sa maison du Petit-Bâle, Amerbach possédait, outre une bibliothèque et quelques bibelots, une collection de recueils et d'instruments de musique ; depuis sa mort, ils ont été regroupés avec le fonds Érasme dans le cabinet Amerbach, aménagé par son fils Basilius, et géré depuis 1662, après un long procès, en commun par la ville de Bâle et la bibliothèque universitaire.
Ses lettres, qui sont parmi les plus significatives de l'ère de la Réforme, ont été publiées entre 1942 et 1995. Elles sont rédigées tantôt en allemand, en français, en italien, en latin et même en grec ancien.

## Écrits
- Hans Joachim Marx, Tabulaturen des XVI. Jahrhunderts, vol. VI : Die Tabulaturen aus dem Besitz des Basler Humanisten Bonifacius Amerbach, Bâle, Bärenreiter, coll. « Schweizerische Musikdenkmäler », 1967, éd. fac-similé.

## Sources
- (de) Cet article est partiellement ou en totalité issu de l’article de Wikipédia en allemand intitulé « Bonifacius Amerbach » (voir la liste des auteurs).